# Sympetrum danae
Sympetrum danae es una libélula frecuente en Europa del norte, Asia, y América del Norte. Con una longitud de ca. 30 mm es la libélula de Gran Bretaña de menor tamaño. Es muy activa al final del verano y frecuente en brezales y páramos.

## Identificación
Ambos sexos tienen patas negras y pterostigmata y una base muy ancha al ala trasera. El tórax es em ambos lados de color amarillo separaron por un grueso panel negro con 3 puntos amarillos similar a Sympetrum nigrescens. El macho tiene un tórax y abdomen de color predominantemente negro. El abdomen tiene marcas amarillas pequeñas en el lado, que se oscurecen con la edad. Las alas son claras. La hembra tiene piernas negras y ojos marrones. El abdomen es principalmente amarillo, volviéndose más marrón con edad. Tiene pequeñas bandas amarillas en las bases de las alas.

## Cría
Esta especia está restringida a estanques acídicos de baja profundidad, márgenes de los lagos y cunetas de brezales y páramos, normalmente con musgo o juncos.
Los huevos los ponen en vuelo introduciendo la punta del abdomen en el agua. Los huevos se abren en la primavera siguiente y las larvas se desarrollan muy rápido, emergiendo tras tan sólo dos meses.

## Comportamiento
Los machos frecuentemente se exponen al sol, en tierra abierta. La acción de vuelo es bastante vívida que recuerda al Sympetrum sanguineum. Los machos no son territoriales, pero buscan hembras de forma activa.

## Población y conservación
En las islas británicas, esta libélula es localizada en sitios puntuales de las Tierras Bajas de Escocia, pero más extendido en el del noroeste y en Irlanda. Es a menudo muy localmente abundante y quizás esto provoca dispersal. Los registros de la costa del sur sugieren que se da inmigración en el continente. Sus amenazas principales son la expansión urbanísticas, el drenaje, la agricultura y la extracción de turba.

## Galería

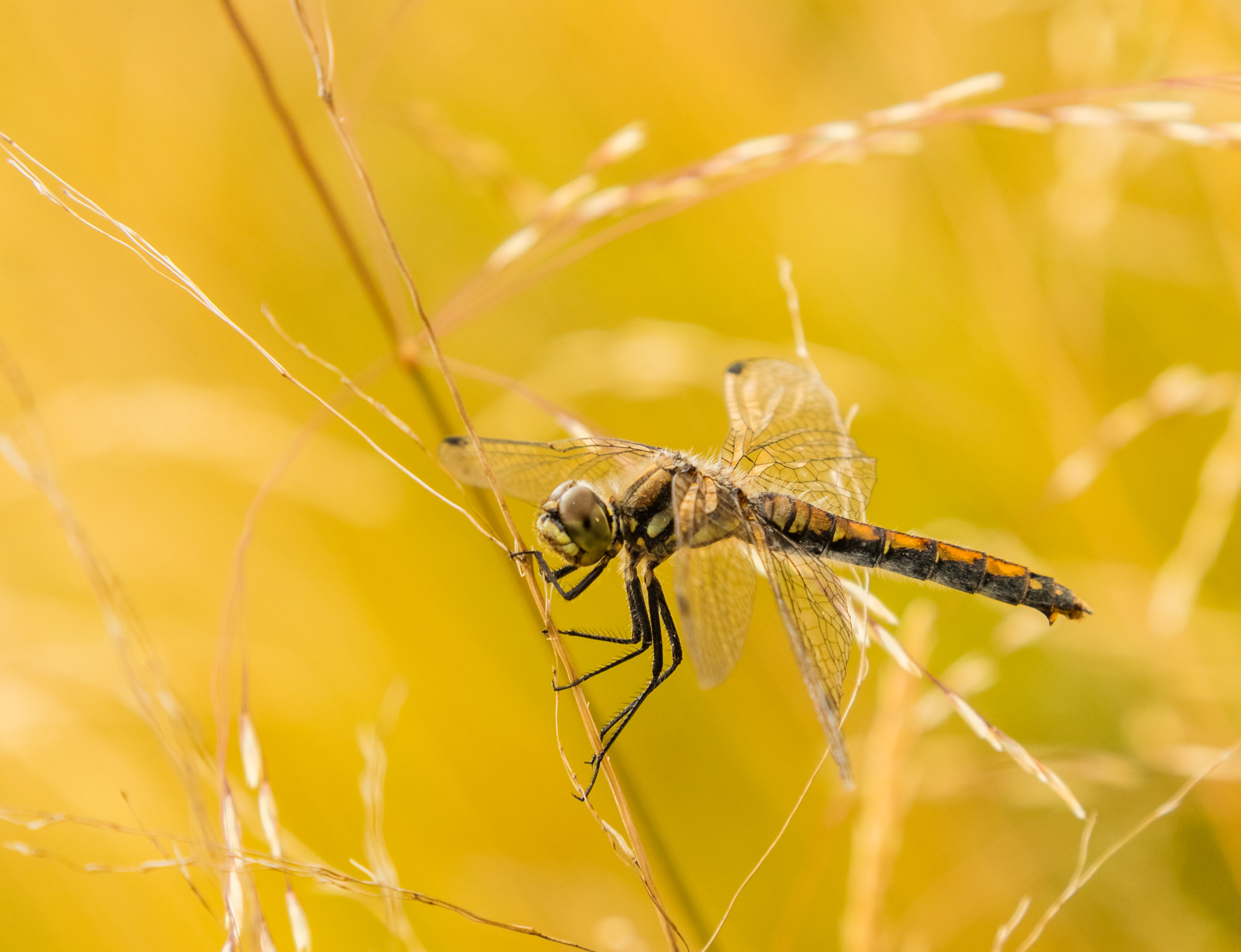
Hembra, vista lateral.
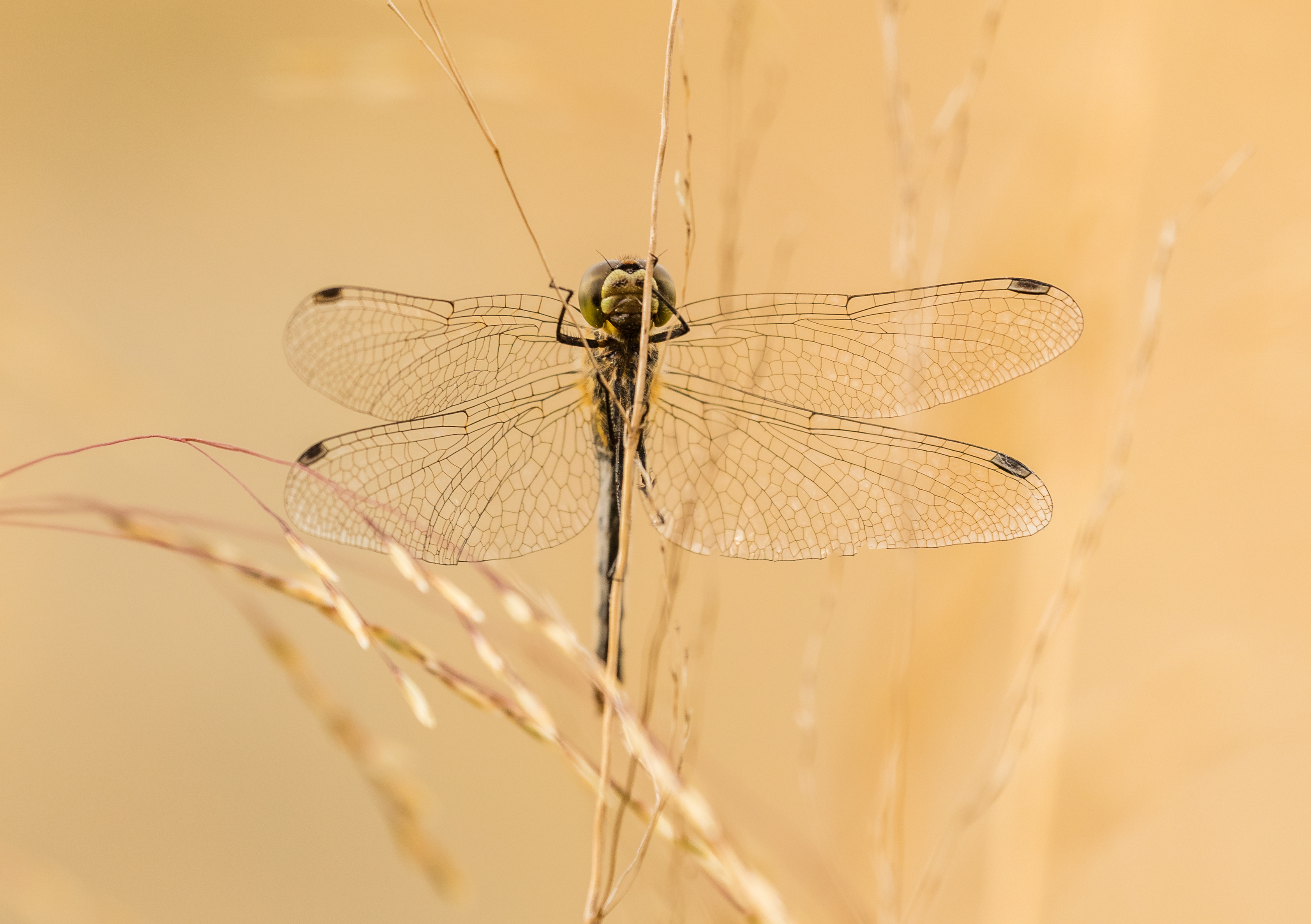
Hembra, vista superior.
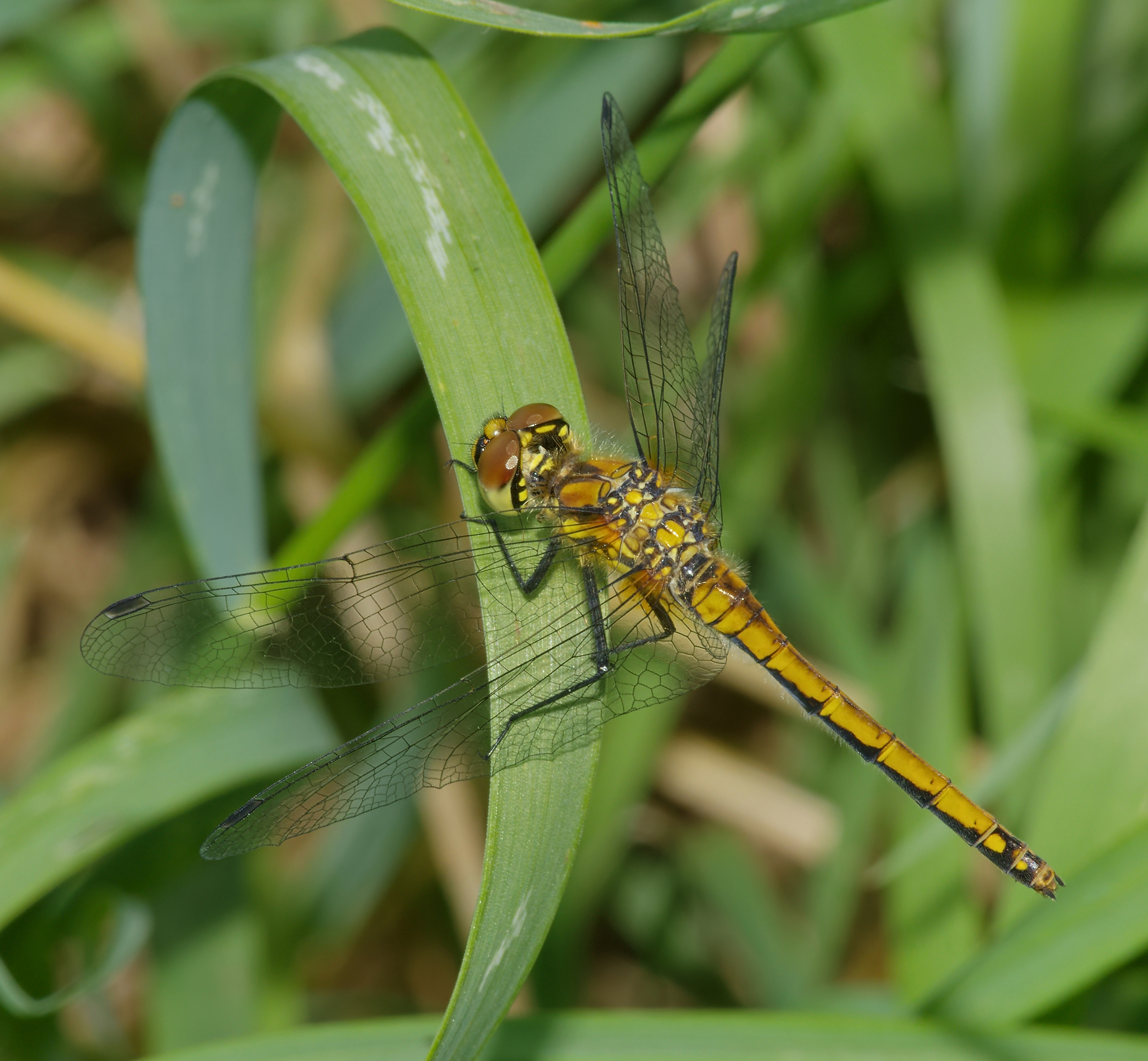
Hembra.
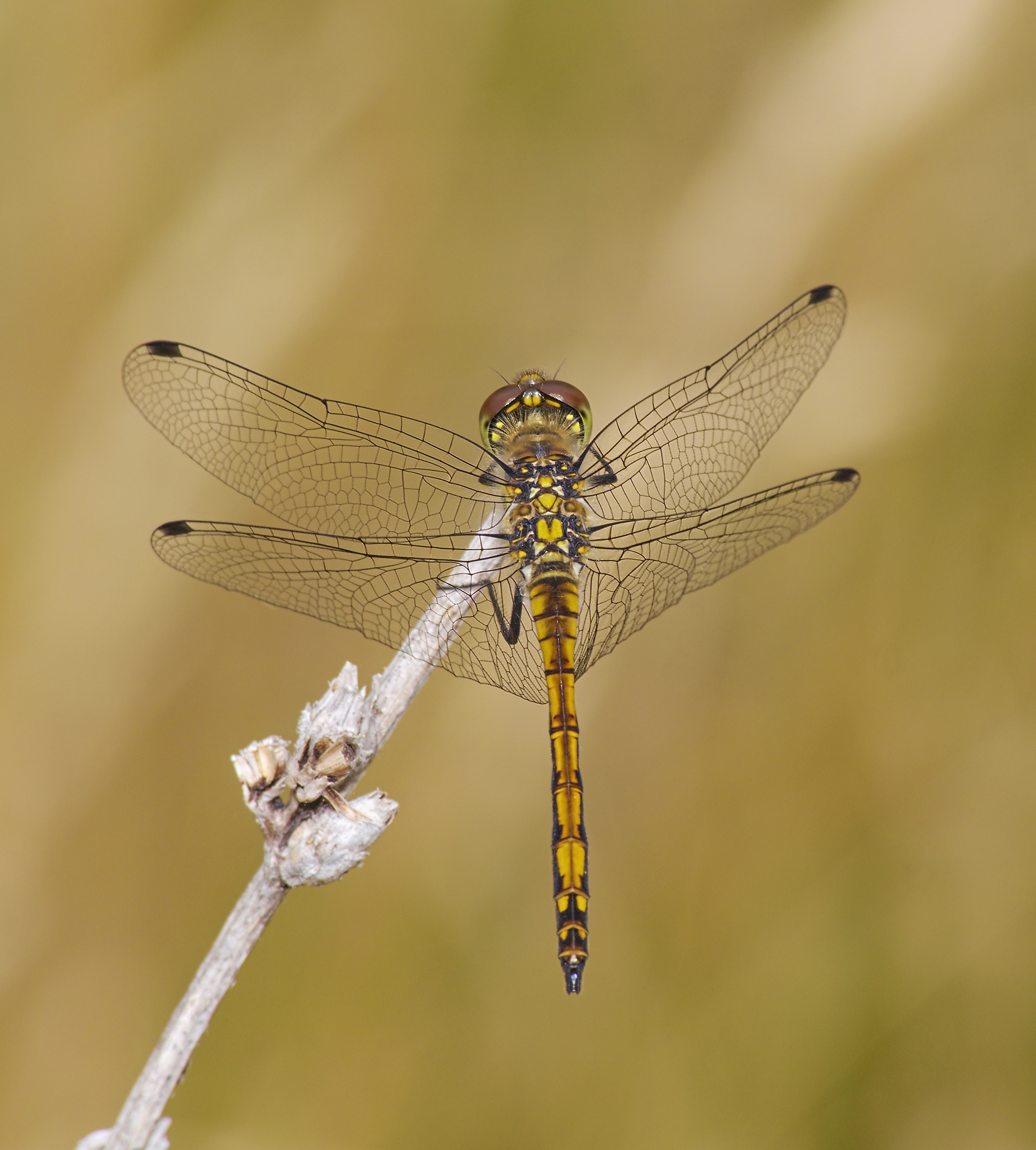
Joven macho.